# Parque nacional Cabo Le Grand
El Parque Nacional Cabo Le Grand (Cape Le Grand National Park) es un Parque Nacional en Australia Occidental, ubicado a 631 km al sureste de Perth y a 56 km al este de Esperance.
La inmensa costa de granito ofrece vistas impresionantes e inmaculadas playas de arena blanca. El parque es un punto de atracción para los amantes de la pesca recreativa, los vehículos de doble tracción y los veleristas.